# Ненхаузен
Ненхаузен (нем. Nennhausen) — община в Германии, в земле Бранденбург.
Входит в состав района Хафельланд. Подчиняется управлению Неннхаузен. Население составляет 1931 человек (на 31 декабря 2010 года). Занимает площадь 88,86 км².
Коммуна подразделяется на 6 сельских округов.
| Год  | Население |
| ---- | --------- |
| 2005 | 2073      |
| 2010 | 1941      |

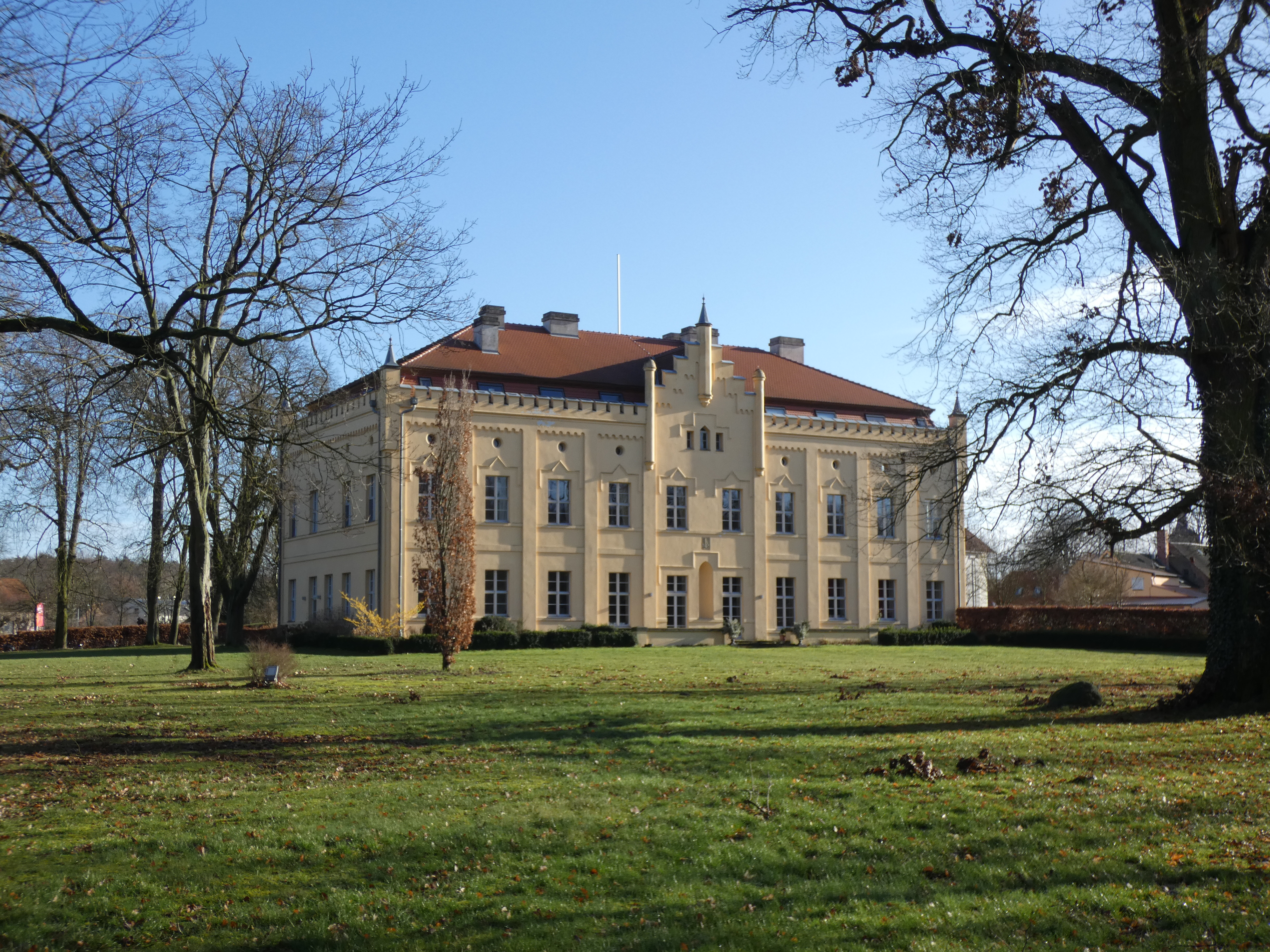
Замок Ненхаузен
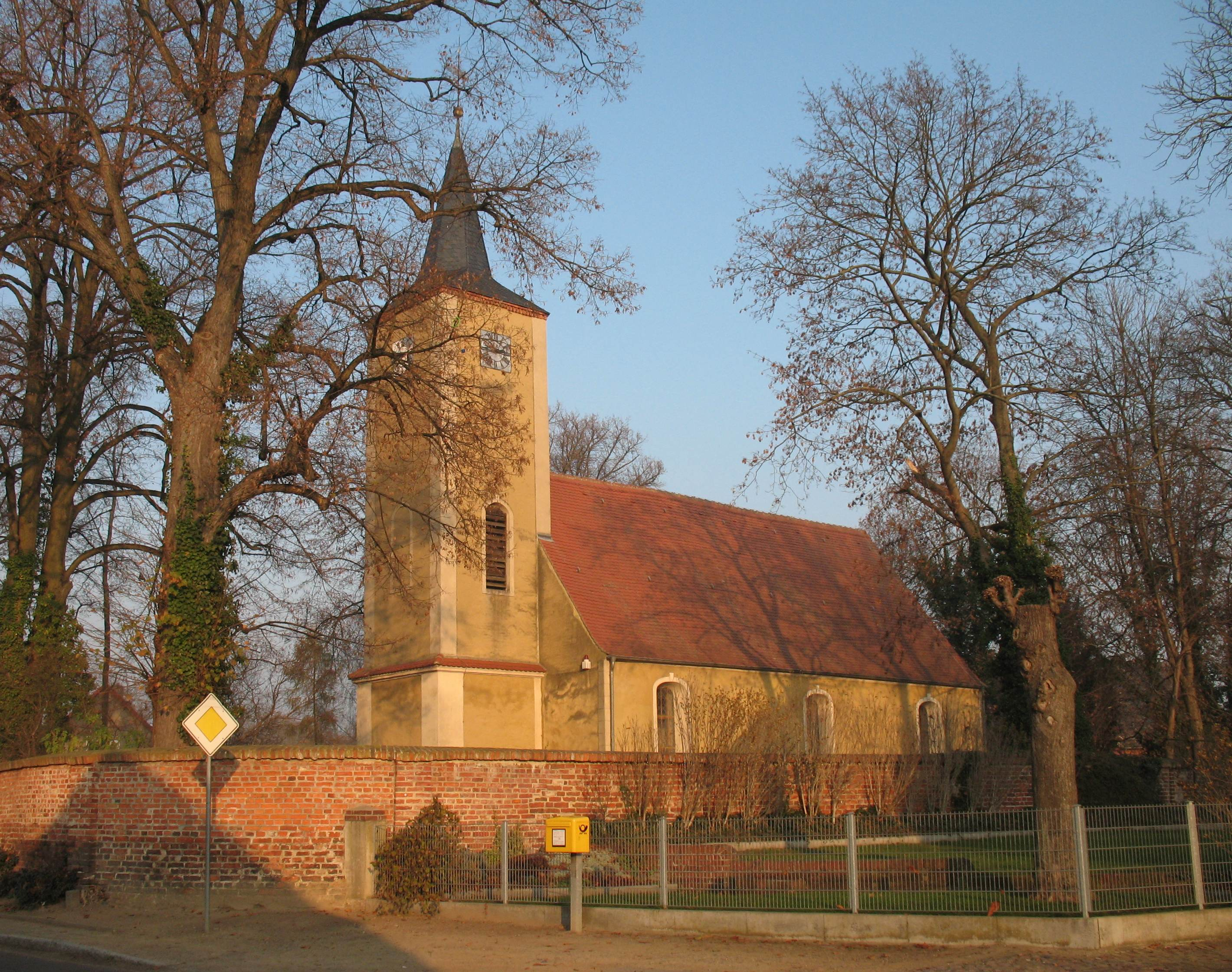
Кирха Ненхаузена
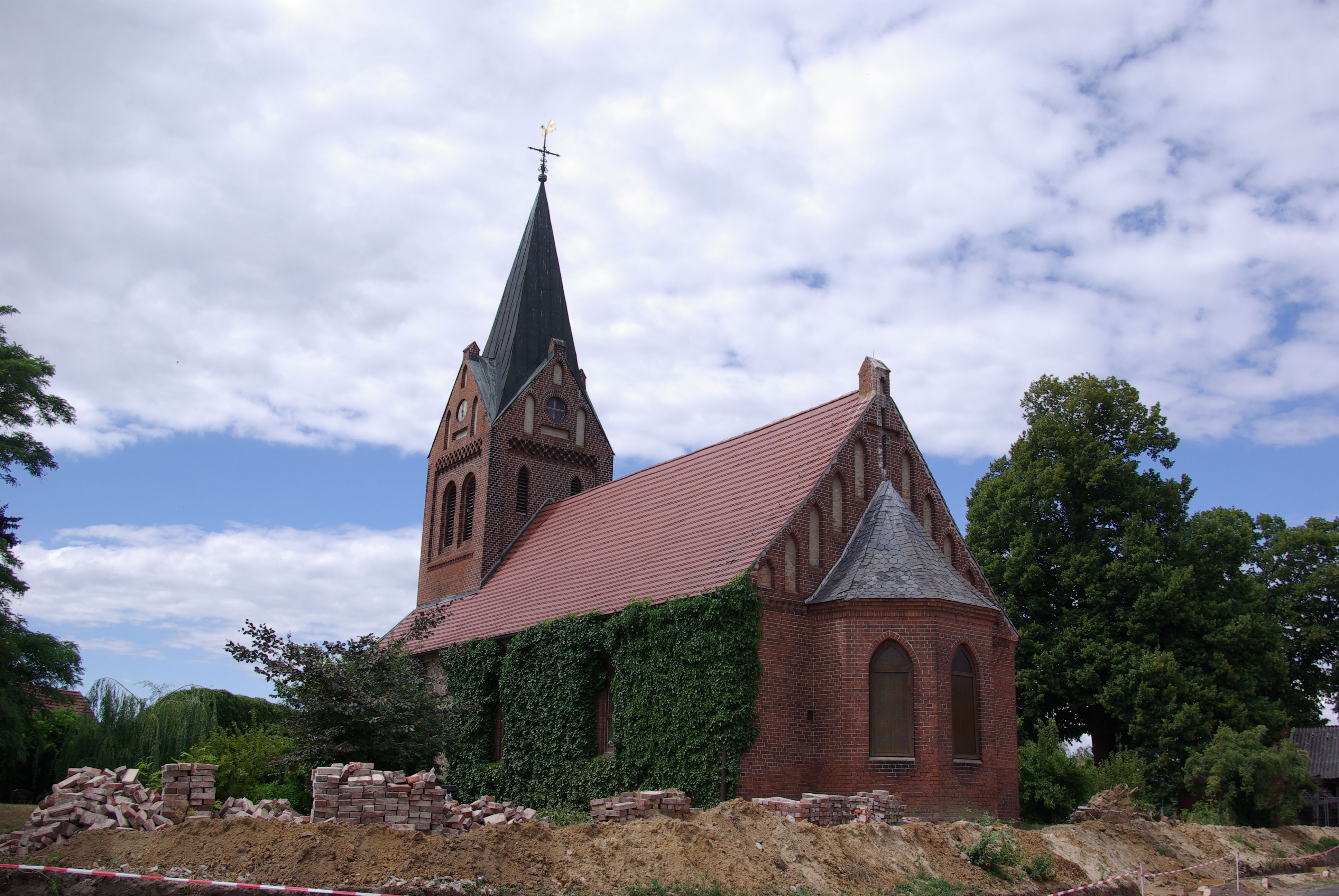
Кирха в районе Липе